# Sibylle Gabrielle Riqueti de Mirabeau
Sibylle Gabrielle Riqueti de Mirabeau, nata Sibylle Aimée Marie Antoinette Gabrielle Riqueti de Mirabeau conosciuta in letteratura con lo pseudonimo Gyp (Plumergat, 16 agosto 1849 – Neuilly-sur-Seine, 28 giugno 1932), è stata una nobildonna e scrittrice francese.
Era la pronipote di Mirabeau.

## Biografia
Sibylle Gabrielle Riqueti de Mirabeau fu l'ultima dei Mirabeau. Pronipote del famoso scrittore e uomo politico, crebbe nel rammarico che non fosse nata maschio per poter proseguire la linea dei Mirabeau. Dopo la separazione dei suoi genitori, la piccola Sibylle andò a vivere a Nancy, a casa dei nonni, con la madre, Marie Le Harivel de Gonneville, che scriveva per Le Figaro. Il nonno, legittimista malgrado una brillante carriera militare sotto l'Impero, ex ufficiale della Grande Armata, si incaricò dell'educazione della bambina. Sibylle imparò a scrivere, ad andare a cavallo, studiando nel contempo danza classica. Suo padre, pure lui legittimista, la portò a Frohsdorf, dal conte de Chambord, pretendente al trono di Francia.
Alla morte del padre, nel 1860, lasciò la madre. Il 2 dicembre 1867 sposò il conte Roger de Martel de Janville. Dal matrimonio, nacquero tre bambini (uno di questi, Thierry de Martel, diventò in seguito un noto neurochirurgo). I giovani sposi si stabilirono a Parigi, dove Gabrielle posò per Jean-Baptiste Carpeaux. Durante la guerra franco-prussiana del 1870, Janville, che si trovava a Le Havre, si legò a Félix Faure, futuro presidente della repubblica. Nel 1879, la famiglia di Gabrielle si stabilì definitivamente a Neuilly-sur-Seine.
La contessa de Martel cominciò a pubblicare nel febbraio 1877 qualche suo testo su La Vie parisienne e, quindi, su La Revue des Deux Mondes. Dal 1880, cominciò a pubblicare libri sotto lo pseudonimo di Gyp, scrivendo tutte le notti. In totale, scrisse più di 120 opere, molte delle quali diventarono dei successi. Questa produzione abbondante al giorno d'oggi è praticamente dimenticata. La scrittrice vi mostrava un senso sicuro del dialogo, spirito mordace, senso di umorismo e grande senso dell'osservazione. Gyp prendeva allegramente in giro la società mondana di cui faceva parte. Creò dei personaggi che erano degli archetipi: il bambino viziato, la studentessa, la giovane moglie. Ma numerosi dei suoi romanzi, però, sono viziati dal suo notorio antisemitismo e da uno spirito giudicato oggigiorno troppo patriottico.
La contessa fu boulangista e antidreyfusard, pur se amica di Anatole France. Fu anche appassionata nazionalista come la maggioranza dei suoi concittadini dopo la perdita dell'Alsazia-Lorena. Dal marzo 1897 al maggio 1898, pubblicò su La Vie parisienne il diario fittizio di Ludovic Trarieux, ex ministro della giustizia, uno dei celebri difensori di Dreyfus che, avendola denunciata, ottenne la sua condanna per diffamazione. Lei, infatti, l'aveva presentato come un rinnegato che si era convertito al protestantesimo al fine di poter contrarre un vantaggioso matrimonio.

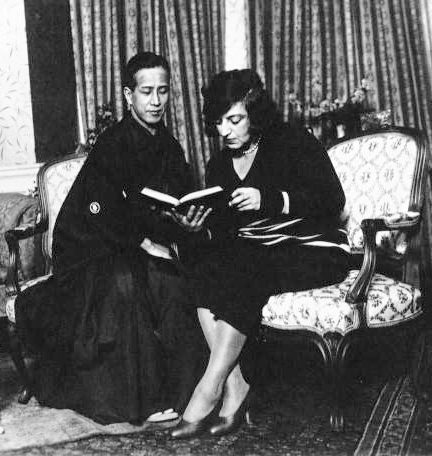
Gyp con un artista giappone (1931)

Gyp cercò anche di scrivere per il teatro. Un tentativo per portare sulla scena Autour du mariage fu un insuccesso. Mademoiselle Ève, del 1895, incontrò il parere favorevole del pubblico, ma non era fatta per diventare commediografa. In realtà, i suoi romanzi sono carenti dal punto di vista dell'azione e dell'intrigo.
L'ultima dei Mirabeau, a Neuilly, riceveva tutte le domeniche a partire da mezzogiorno fino a pranzo. Fece del suo salotto un luogo legato alla vita parigina. Vi si potevano incontrare numerose personalità della vita mondana e artistica dell'epoca: Robert de Montesquiou, Marcel Proust, Edgar Degas, Maurice Barrès, Anatole France, Paul Valéry, Alphonse Daudet, Jean-Louis Forain, Auguste Vimar, Lucien Corpechot e Edgar Demange.
Gyp fu vittima di costanti preoccupazioni finanziarie che la sua abbondante produzione letteraria contribuì in parte ad alleviare. Nonostante tutto, nel 1895, comperò il castello di Mirabeau dove fece fare dei grandi interventi di restauro, cosa che la portò alla rovina definitiva. Nel 1907, fu costretta a vendere il castello a Maurice Barrès.
Morta il 28 giugno 1932, riposa nel vecchio cimitero di Neuilly-sur-Seine.

## Gyp al cinema e in tv
Alcune delle opere della scrittrice vennero adattate per lo schermo sin dal 1913, quando la Société Française des Films Éclair produsse Le Dernier Pardon, un film diretto da Maurice Tourneur e interpretato da Maurice de Féraudy, Polaire e Henry Roussel.

## Filmografia
- Le Dernier Pardon, regia di Maurice Tourneur (1913)
- Le Friquet, regia di Maurice Tourneur (1914)
- Friquet, regia di Gero Zambuto (1919)
- La storia di Clo-Clo, regia di Luciano Doria (1923)
- Le Mariage de Chiffon, regia di Claude Autant-Lara (1942)
- Le Mariage de chiffon, film della serie tv Les Amours de la belle époque, regia di Agnès Delarive (1979)
- Le Mariage de Chiffon, film tv della serie Au siècle de Maupassant: Contes et nouvelles du XIXème siècle (2010)